# San Miguel del Puerto
San Miguel del Puerto är en kommun i Mexiko.   Den ligger i delstaten Oaxaca, i den sydöstra delen av landet, 500 km sydost om huvudstaden Mexico City.
Följande samhällen finns i San Miguel del Puerto:
- Santa María Xadani
- Barrio Nuevo
- Arroyo Piedra
- Las Muelles
- Copalita la Hamaca